# Ford Trimotor
O Ford Trimotor, apelidado de Ganso de Lata (The Tin Goose), foi uma aeronave de transporte civil de três motores, produzido primeiramente em 1925 por Henry Ford e continuado até 7 de junho de 1933. Durante esse tempo foram produzidas cerca de 200 aeronaves. Era popular no uso militar, e foi vendido por todo o mundo. Diferentemente de seus carros famosos, caminhões e tratores rurais, não foi o próprio Ford que fez os motores desses aviões.

## Operadores

### Civis
Colômbia
- SACO - Servicio Aéreo Colombiano
- SCADTA - Sociedad Colombo Alemana de Transportes Aéreos

 Canadá
- BYN Co.(British Yukon Navigation Company)

 Cuba
- Cubana

 Checoslováquia
- Czech Airlines

 República Dominicana
- Dominicana de Aviación

 México
- Mexicana
- Primeiro pela CLASSA - Compañía de Líneas Aéreas Subvencionadas, depois LAPE - Líneas Aéreas Postales Españolas e por último Iberia

 Estados Unidos
- American Airlines
- Grand Canyon Airlines
- Island Airlines, Bass Islands, Ohio
- Pan American World Airways
- Northwest Airlines
- Star Air Service
- Texaco
- Transcontinental Air Transport
- Trans World Airlines
- Wien Air Alaska
- United Airlines

 Venezuela
- AVENSA

### Militares
Austrália
- Royal Australian Air Force
  - Esquadrão N.º 24 da RAAF

 Canadá
- Real Força Aérea Canadiana

 Colômbia
- Força Aérea Colombiana

 Espanha
- Força Aérea da República Espanhola

 Reino Unido
- Royal Air Force
  - Esquadrão N.º 271 da RAF

 Estados Unidos
- United States Army Air Corps
- United States Marine Corps
- United States Navy